# Judy Holliday
Judy Holliday (født Judith Tuvim; 21. juni 1921 i New York, USA, død 7. juni 1965 i New York) var en amerikansk skuespiller som vandt en Oscar for sin rolle som Emma "Billie" Down i filmen Born Yesterday. Hun har fået en stjerne på Hollywood Walk of Fame.
Hun var i en periode såkaldt blacklistet fra tv og radio fordi hun havde forbindelse med kommunister, hun blev undersøgt af United States Senate Subcommittee on Internal Security for dette.